# Karl-Hans Laermann
Karl-Hans Laermann, né le 26 décembre 1929 à Erkelenz et mort le 26 juin 2024, est un homme politique allemand membre du Parti libéral-démocrate (FDP).
Il est député fédéral de Rhénanie-du-Nord-Westphalie au Bundestag de 1974 à 1998, et ministre fédéral de l'Éducation d'Allemagne quelques mois en 1994, dans la coalition noire-jaune de Helmut Kohl.

## Biographie

### Formation et carrière
Après avoir passé son Abitur en 1950, Karl-Hans Laermann entreprend des études supérieures de génie civil à l'université technique de Rhénanie-Westphalie à Aix-la-Chapelle, qu'il achève en 1955 par l'obtention de son diplôme d'ingénieur. Il travaille ensuite dans diverses entreprises de bâtiment et travaux publics, avant de recevoir un doctorat en 1963, et son habilitation à diriger des recherches trois ans plus tard.
Il devient alors professeur de structures expérimentales à l'université d'Aix-la-Chapelle, dont il intègre le conseil scientifique en 1971. Il accède dans le même temps au rang de professeur des universités, puis est recruté par l'université de Wuppertal pour y enseigner les structures de travaux publics en 1974.

### Carrière politique

#### Au sein du FDP
Adhérent du Parti libéral-démocrate (FDP) depuis 1968, Karl-Hans Laermann en a présidé la commission fédérale de la Recherche et de la Technologie de 1981 à 1994.

#### Carrière institutionnelle
Karl-Hans Laermann entre au Bundestag en 1974 comme député fédéral suppléant de Rhénanie-du-Nord-Westphalie et prend en 1977 la vice-présidence de la commission parlementaire de la Recherche, de la Technologie et de l'Évaluation technologique. Le 4 février 1994, il est nommé ministre fédéral de l'Éducation et de la Science dans la coalition noire-jaune dirigée par Helmut Kohl, succédant à Rainer Ortleb, démissionnaire pour raisons de santé.
Il est contraint de quitter le gouvernement le 17 novembre suivant, lorsque Helmut Kohl crée, au profit du chrétien-démocrate Jürgen Rüttgers, le ministère fédéral de l'Éducation, de la Science, de la Recherche et de la Technologie, baptisé le « ministère de l'avenir », et également du fait du mauvais score du FDP aux élections fédérales. Il continue toutefois de siéger au Bundestag jusqu'à la fin de la législature, en 1998, puis se retire de la vie politique.